# Roberto Coviello
Roberto Coviello (Potenza, 11 luglio 1955 – Milano, 10 marzo 2024) è stato un baritono italiano la cui carriera coprì l'arco temporale dal 1980 al 1993, anno in cui egli abbandonò il palcoscenico per dedicarsi esclusivamente all'insegnamento del canto.

## Biografia
Roberto Coviello nacque a Potenza l'11 luglio 1955, in una famiglia lontana dal mondo musicale. La scoperta dell'opera lirica avvenne per lui una sera del 1970 quando assistendo a una recita de Il barbiere di Siviglia ne rimase talmente affascinato da acquistare il giorno seguente un'edizione discografica dell'opera, imparandola a memoria in breve tempo. Coltivando sempre più l'inarrestabile passione per la lirica ed esercitando la propria voce da autodidatta, non attese troppo tempo prima di chiedere l'ammissione al corso di canto presso il Conservatorio "Gesualdo da Venosa" di Potenza, presentando come brano la cavatina di Figaro, non venendo tuttavia ammesso.
Non dandosi per vinto, l'anno successivo, nel 1973, dietro nuova audizione, ottenne l'iscrizione.
Frequentò la classe di Canto del M° Ugo Savarese e poi del M° Raffaele Passaro al Conservatorio di Musica “Gesualdo da Venosa” della sua città. Nell'ultimo anno si trasferì a Napoli per seguire il suo Maestro dove, nel 1978, si diplomò in canto, con il massimo dei voti, presso il Conservatorio di San Pietro a Majella.
In ordine cronologico, i suoi Maestri di canto furono: Ugo Savarese e Raffaele Passaro durante gli studi di Conservatorio, Gina Cigna e Giulietta Simionato a La Scala, Fernando Bandera a Milano, Alfredo Kraus durante le produzioni teatrali, Vladimiro Badiali e Rodolfo Celletti a Milano.
Nel 1979, vincitore dell'apposito concorso, risultò l'unico italiano ammesso a frequentare il "Centro di Perfezionamento Artisti Lirici" del Teatro alla Scala di Milano, diretto dal M° Edoardo Müller, dove si diplomò nel 1981. Qui incontrò Antonio Beltrami, maestro di spartito e collaboratore al pianoforte dei più celebri cantanti e strumentisti del mondo. Lavorando assieme a lui, ebbe modo di apprendere a fondo il senso del ritmo, l'interpretazione, lo stile, il rigore professionale e tutto il bagaglio necessario per affrontare una carriera ad alto livello.
Nel 1980 il M° Edoardo Müller preparò con gli allievi del corso Il barbiere di Siviglia, organizzandone due recite a Busseto. Così, dieci anni dopo aver ascoltato per la prima volta il capolavoro rossiniano, Roberto Coviello vestì i panni di Figaro nel suo debutto nel mondo dell'opera. Giorgio Gualerzi fu il primo critico a metterne in evidenza «la straordinaria presenza scenica, assai difficile da riscontrare in questo ruolo e, per giunta, in un giovane alle prime armi». Nello stesso anno vinse il concorso di canto "Beniamino Gigli" di Macerata, dove conobbe il dottor Bruno Tosi, noto personaggio della cultura e dello spettacolo, esperto in Pubbliche Relazioni, il quale, profondamente convinto delle doti del giovane baritono, si offrì di promuoverne la carriera. Dopo soli due anni ottenne di farlo debuttare al Teatro Filarmonico di Verona, riprendendo il Figaro del celeberrimo Leo Nucci. Il successo fu tale che i dirigenti del teatro decisero di farlo debuttare all'Arena di Verona, ne La bohème, titolare del ruolo di Schaunard, al fianco di Raina Kabaivanska.
Anche il M° Riccardo Allorto non tardò a scoprire il giovane baritono, concedendogli fiducia e invitandolo nel 1982 al Festival di Donizetti di Bergamo nella Rita e ne I pazzi per progetto. L'invito al festival si ripeté nel 1984 per un'esibizione in recital con, al pianoforte, il M° Roberto Negri.
Nel 1983 il regista Filippo Crivelli lo chiamò alla televisione della Svizzera italiana per registrare in diretta La scala di seta di Rossini nel ruolo di Germano. A Lugano tornò poi nel 1986, sempre con Crivelli, per Il matrimonio segreto di Domenico Cimarosa e nel 1991 per La testa di bronzo di Carlo Evasio Soliva.
Nel biennio 1983-1989 collaborò con l'Opera Giocosa di Savona, con presidente il dottor Tito Gallacci. Furono anni importanti di ottimo lavoro musicale e scenico. Tra le opere interpretate in tale ambito vi furono: Le convenienze ed inconvenienze teatrali, Torquato Tasso, Il furioso all'isola di San Domingo, tutte di Donizetti. Seguono Il turco in Italia di Rossini e Crispino e la comare dei fratelli Luigi e Federico Ricci.
Risultando un ottimo Barbiere rossiniano, nel 1984 Bruno Tosi decise di presentare il "nuovo Figaro" nel corso di una serata rossiniana al teatro La Fenice di Venezia in compagnia del celebre soprano June Anderson, annunciando in tale occasione che il direttore dello Sferisterio di Macerata avrebbe proposto l'emergente baritono per la nuova stagione. 
Col tempo, lo spessore del personaggio nel ruolo rossiniano crebbe, andando a confermarsi nell'opinione della critica. Il 3 dicembre 1988, l'inserto del Corriere della Sera pubblicò a tutta pagina una sua foto con il titolo "Questo Figaro non trova rivali" e l'ampia didascalia d'accompagnamento, firmata da Luciana Fusi, ne evidenziò le «sue straordinarie doti di attore». Nel 1989, durante una recita del Così fan tutte al Teatro Petruzzelli di Bari al fianco del celeberrimo tenore Luis Alva, fu invitato da quest'ultimo a Lima, in Perù, per una rappresentazione del Barbiere. La recita si tenne al Teatro Municipal di Lima.
Nel 1984 i dirigenti del Teatro Petruzzelli di Bari decisero di allestire Il barbiere di Siviglia di Giovanni Paisiello, ambendo all'attenzione mondiale per il valore dello spettacolo. Furono chiamati quindi Maurizio Scaparro per la regia, Gabriele Luzzati per le scene e Santuzza Calì per i costumi. L'esperienza durò diversi anni, dal debutto a Bergen (Norvegia), al Festival dei Due Mondi di Spoleto, al festival di Lilla (Francia), al festival di Granada (Spagna), al teatro Petruzzelli di Bari, al Conservatorio di San Pietroburgo (all'epoca Leningrado, Russia), al Castello Svevo di Bari, fino al Esposizione mondiale di Brisbane (Australia).
Un nome su tutti segnò la carriera di Roberto Coviello: il famoso tenore spagnolo Alfredo Kraus. Con lui Roberto Coviello ricoprì svariati ruoli in moltissime recite, tra cui La fille du régiment, Roméo et Juliette, Faust al Teatro Regio di Parma; La fille du régiment, Roméo et Juliette, L'elisir d'amore al Liceu di Barcellona; La fille du régiment, Roméo et Juliette a Madrid; La fille du régiment a Tenerife. Fu soprattutto ne La fille du régiment che Roberto Coviello si trovò a proprio agio, nel ruolo a lui congeniale di Sulpice, debuttato al Regio di Parma nel 1984.
Nel 1987 il M° Riccardo Muti gli offrì la possibilità di debuttare alla Scala di Milano nel Don Giovanni nel ruolo di Masetto, con la regia di Giorgio Strehler. Fu l'occasione per imporsi anche al teatro scaligero, dove infatti tornò già l'anno seguente con L'occasione fa il ladro nel ruolo di Martino.
Nel 1988 partecipò al Rossini Opera Festival di Pesaro come Germano ne La scala di seta di Rossini. Produzione considerata "storica", si avvalse dei seguenti nomi: direttore Gabriele Ferro, regista Maurizio Scaparro, scenografo Emanuele Luzzati, costumi Santuzza Calì. Formarono il coro d'attori Luciana Serra, Cecilia Bartoli, William Matteuzzi, Roberto Coviello (incisione discografica Ricordi-Fonit Cetra, ripresa televisivamente dalla RAI nel 1988 e replicata da RAI 2 nel 1990 e da RAI 3 nel 1992). Fu con questa produzione che Roberto Coviello ottenne la "consacrazione" rossiniana a tutti gli effetti.
Oltre ai molti ruoli buffi sostenuti, Roberto Coviello vestì anche i panni di eroi seri e addirittura drammatici: Valentine nel Faust di Gounod, Albert nel Werther di Massenet, Lescaut in Manon Lescaut di Giacomo Puccini, Ford nel Falstaff di Verdi, Silvio in Pagliacci di Leoncavallo, Struley in Adelson e Salvini di Bellini.
Particolare successo riscosse nel 1986 con il ruolo di Valentine debuttando al Teatro Regio di Parma accanto ad Alfredo Kraus e poi ripreso successivamente a Treviso, Rovigo e Bergamo.
Altre città e teatri in cui svolse la propria attività furono: Trieste (Teatro Verdi); Dortmund, Germania (Westfalenhalle); Napoli (Teatro San Carlo e Teatro Mercadante); Lima, Perù (Teatro Municipal); Bogotà,  Colombia (Teatro Municipal); Palermo (Teatro Massimo); Roma (Teatro dell'Opera di Roma); Napoli (RAI); Martina Franca (Festival della Valle d'Itria); Catania (Teatro Massimo Vincenzo Bellini); Cracovia (Polonia); Palm Beach, USA (Palazzo dello Sport); Montpellier e Nîmes, Francia. Si esibì, inoltre, più volte alla Piccola Scala di Milano, prima della sua chiusura.

## La nuova vocazione
Nel 1992 il M° Carraro, direttore della Civica Scuola di Musica di Milano, invitò Roberto Coviello a presentare domanda per l'insegnamento del canto. Accettato il lavoro e, risultato primo in graduatoria, già un anno dopo fu nominato docente. Fu la scoperta di una vocazione nascosta e di una predisposizione innata: il desiderio e la soddisfazione di dedicarsi all'educazione delle nuove voci presero inspiegabilmente e repentinamente il posto dell'aspirazione a stare sul palcoscenico. Così, il 10 aprile 1993, Roberto Coviello salì sul palcoscenico per l'ultima volta, protagonista de L'occasione fa il ladro al Teatro di Corte del San Carlo di Napoli.
Negli ultimi anni, Roberto Coviello insegnò tecnica vocale a Milano nella Scuola Civica “Claudio Abbado”, facendo da vocal coach di alcuni cantanti di affermata fama perfezionatisi grazie a lui.
Morì a Milano il 10 marzo 2024 all'età di 68 anni.

## Repertorio
- Gioachino Rossini
  - Il barbiere di Siviglia (Figaro)
  - La scala di seta (Germano)
  - La Cenerentola (Dandini)
  - Il turco in Italia (Prosdocimo)
  - L'occasione fa il ladro (Martino)
  - La gazza ladra (Fabrizio)
- Domenico Cimarosa
  - Il matrimonio segreto (Conte Robinson)
- Giovanni Paisiello
  - Il barbiere di Siviglia (Figaro)
- Luigi e Federico Ricci
  - Crispino e la comare (Crispino)
- Wolfgang Amadeus Mozart
  - Don Giovanni (Masetto)
  - Così fan tutte (Guglielmo)
  - L'impresario teatrale (Buff)
- Antonio Salieri
  - Prima la musica e poi le parole (Il Poeta)
- Gaetano Donizetti
  - Il furioso all'isola di San Domingo (Kaidamà)
  - Torquato Tasso (Don Gherardo)
  - La fille du régiment (Sulpice)
  - Rita (Gasparo)
  - I pazzi per progetto (Blinval)
  - Le convenienze ed inconvenienze teatrali (Procolo)
  - L'elisir d'amore (Belcore)
- Vincenzo Bellini
  - Adelson e Salvini (Struley)
- Baldassare Galuppi
  - Il filosofo di campagna (Nardo)
- Jules Massenet
  - Werther (Albert)
- Charles Gounod
  - Faust (Valentine)
  - Roméo et Juliette (Mercuzio)
- Giuseppe Verdi
  - Falstaff (Ford)
- Giacomo Puccini
  - La bohème (Schaunard)
  - Manon Lescaut (Lescaut)
- Ruggero Leoncavallo
  - Pagliacci (Silvio)
- Carlo Evasio Oliva
  - La testa di bronzo (Tollo)

## Collaborazioni
Tra i direttori d'orchestra, collaborò con (in ordine alfabetico): Salvatore Accardo, Massimo de Bernart, Gabriele Ferro, Daniele Gatti, Gianluigi Gelmetti, Alain Guingal, Peter Maag, Riccardo Muti, Donato Renzetti.
Tra i registi, collaborò con (in ordine alfabetico): Mauro Bolognini, Filippo Crivelli, Roberto de Simone, Dario Fo, Glauco Mauri, Egisto Marcucci, Virginio Puecher, Giorgio Strehler, Maurizio Scaparro (riprese di produzione di J.P. Ponnelle).
Tra le colleghe, collaborò con (in ordine alfabetico): June Anderson, Maria Chiara, Lella Cuberli, Mirella Freni, Edita Gruberová, Raina Kabaivanska, Katia Ricciarelli, Renata Scotto, Luciana Serra.
Tra i colleghi, collaborò con (in ordine alfabetico): Tomas Allen, Luis Alva, Giacomo Aragall, Rockwell Blake, Sesto Bruscantini, Piero Cappuccilli, Enzo Dara, Claudio Desderi, Giovanni Furlanetto, Nikola Gjuzelev, Alfredo Kraus, William Matteuzzi, Samuel Ramey.

## Discografia
- G. Rossini, Il turco in Italia, ed. Bongiovanni – Bologna. (LP)
- G. Donizetti, Torquato Tasso, ed. Bongiovanni – Bologna. (CD)
- G. Donizetti, Il furioso all'isola di San Domingo, ed. Bongiovanni – Bologna. (CD)
- G. Rossini, La scala di seta, ed. Ricordi–Fonit Cetra. (CD)
- L. Ricci, Crispino e la comare, ed. Bongiovanni – Bologna. (CD)
- G. Rossini, La gazza ladra, ed. CBS. (CD)
- V. Bellini, Adelson e Salvini, ed. La Nuova Era. (CD)
- C.E. Soliva, La testa di bronzo, ed. Suisa Compact Disc, Digital Audio – Zurich. (CD)
- C. Gounod, Faust, ed. Hardy Classic. (DVD)
- D. Cimarosa, Il matrimonio segreto, ed. Opus Arte/Faveo – Radio Televisione Svizzera Italiana. (DVD)
- G. Rossini, La scala di seta, ed. Opus Arte/Faveo – Radio Televisione Svizzera Italiana. (DVD)